# Adela albicinctella
Adela albicinctella is een vlinder uit de familie van de langsprietmotten (Adelidae). De wetenschappelijke naam van de soort is voor het eerst geldig gepubliceerd door Mann in 1852.
De soort komt voor in Europa.